# Coprosma inopinata
Coprosma inopinata là một loài thực vật có hoa trong họ Thiến thảo. Loài này được I.Hutton & P.S.Green mô tả khoa học đầu tiên năm 1993.